# Alsing Andersen

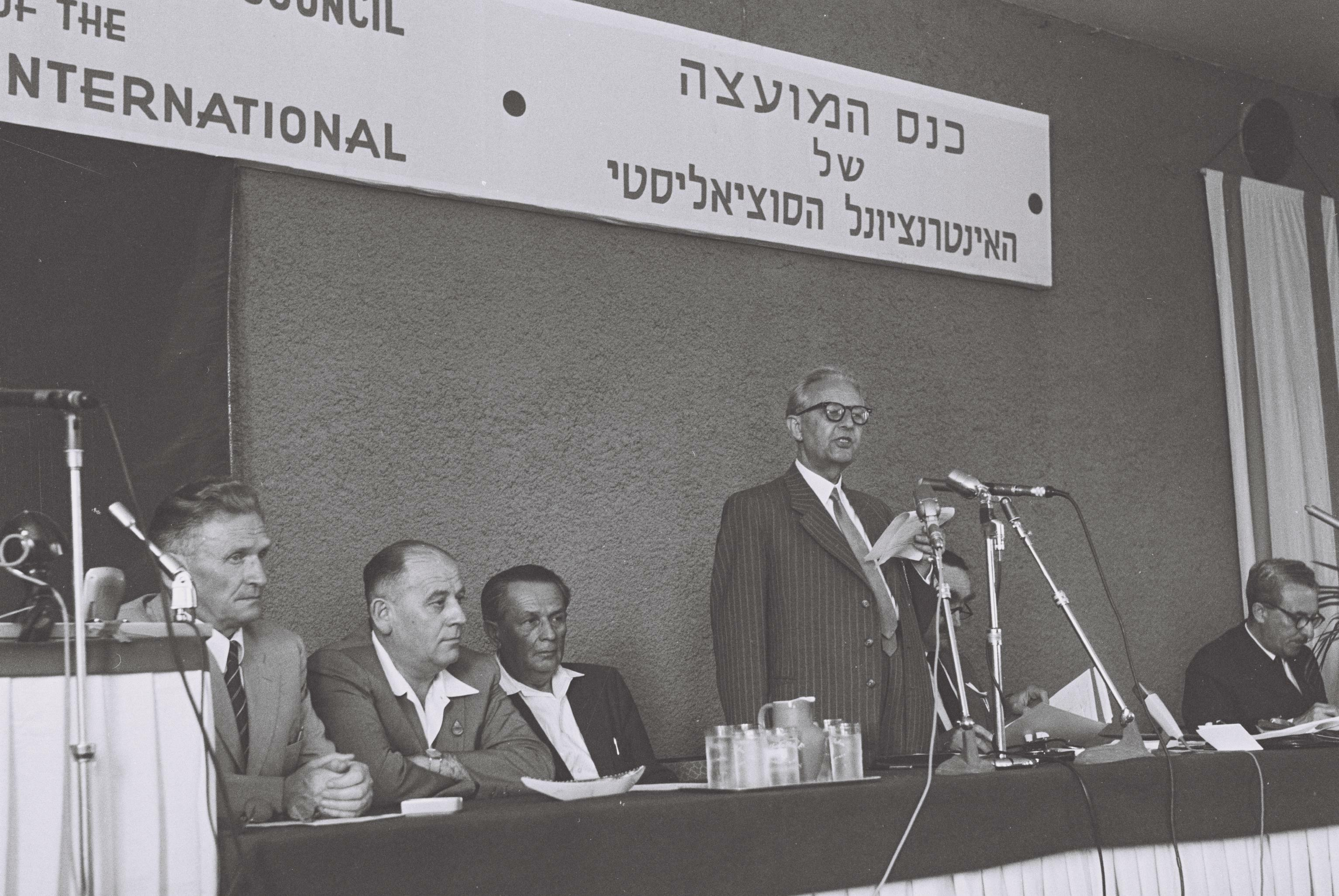
Alsing Andersen 1960 in Haifa

Alsing Andersen (* 5. Februar 1893; † 5. Dezember 1962) war ein dänischer sozialdemokratischer Politiker. 
Andersen war von 1935 bis 1940 Verteidigungsminister sowie vom 16. Juli bis zum 9. November 1942 Finanzminister von Dänemark. Von 1957 bis 1962 war er der Vorsitzende der Sozialistischen Internationale.